# Abdelmadjid Tebboune
Abdelmadjid Tebboune (àrab: عبد المجيد تبون, ʿAbd al-Majīd Tabbūn) (Méchria, Algèria, 17 de novembre de 1945) és un polític algerià, i des del 19 de desembre de 2019 President d'Algèria i ministre de Defensa. Va ser Primer Ministre d'Algèria des de maig de 2017 fins a agost de 2017. Anteriorment va ser Ministre d'Habitatge de 2001 a 2002 i novament de 2012 a 2017.

## Trajectòria
Tebboune va ser Ministre Delegat per al Govern Local des de 1991 fins a 1992. Més tard, sota el President Abdelaziz Bouteflika, es va exercir en el govern com a Ministre de Comunicació i Cultura de 1999 a 2000 i després com a Ministre Delegat per al Govern Local de 2000 a 2001, a més va ser Ministre d'Habitatge i Urbanisme de 2001 a 2002. Deu anys més tard, el 2012, va tornar al lloc de Ministre d'Habitatge en el govern del primer ministre Abdelmalek Sellal.
Després de les eleccions parlamentàries de maig de 2017, el president Bouteflika va nomenar a Tebboune per succeir a Sellal com a primer ministre el 24 de maig de 2017. El nomenament de Tebboune es va considerar sorprenent. El nou govern encapçalat per Tebboune va ser nomenat el 25 de maig. Tebboune es va exercir com a Primer Ministre durant menys de tres meses. Bouteflika el va acomiadar i va designar a Ahmed Ouyahia perquè el succeís el 15 d'agost de 2017. Ouyahia va assumir el càrrec a l'endemà.

## President d'Algèria
Tebboune va ser elegit en primera volta en les eleccions presidencials algerianes de 2019 amb el 58,15% dels vots i una alta abstenció promoguda pel boicot al moviment Hirak mitjançant protestes al país. Dels més de 24 milions d'electors cridats a les urnes només van votar en total el 39,93% (41,41% en el territori nacional i 8,69% entre els emigrants a l'exterior), la taxa de participació més baixa de la història d'Algèria i inferior a 10 punts de les presidencials de 2014. Tebboune va vèncer a altres quatre candidats: exprimer ministre Ali Benflis i els exministres i alts càrrecs del règim Abdelaziz Belaid, Abdelkader Bengrina i Azedin Mihubi.
Tebboune fou reelegit a les eleccions presidencials algerianes de 2024.

## Ministre de Defensa
Tebboune com a President d'Algèria assumeix també el Ministeri de Defensa. De manera tradicional el lloc és assumit pel president de país però excepcionalment des de 2013 fins al 23 de desembre de 2019 el govern d'Algèria comptava amb un viceprimer ministre de defensa, ja ocupat per Ahmed GAID Salah que va deixar d'existir en el primer govern nomenat per Tebboune encapçalat per Abdelaziz Djerad com a primer ministre.